# Lake County, Illinois
Lake County är ett county i delstaten Illinois i USA. Den administrativa huvudorten (county seat) är Waukegan.

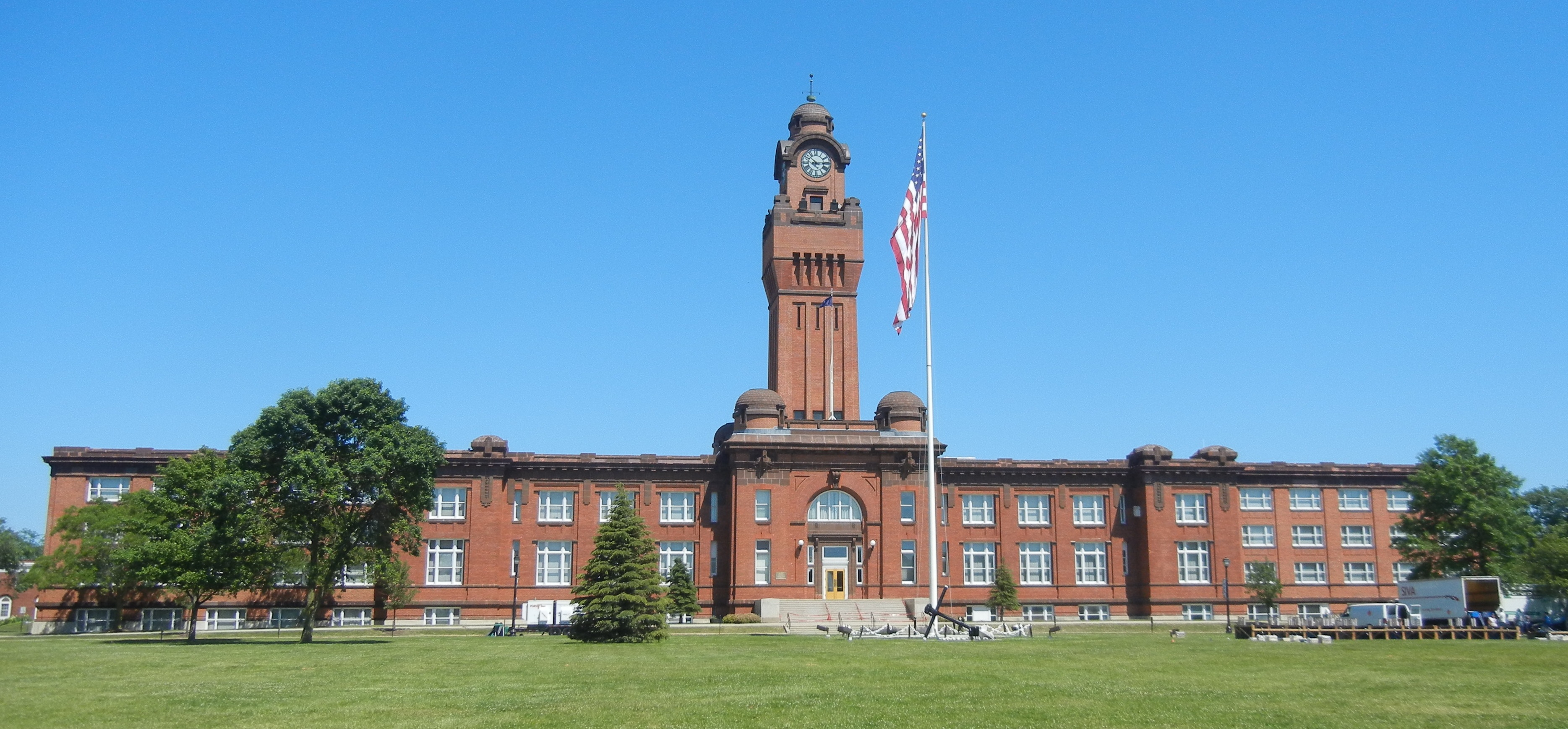
Huvudbyggnaden vid Naval Station Great Lakes.

## Politik
Lake County har historiskt sett varit ett starkt fäste för republikanerna. Under 2000-talet har dock countyt tenderat att rösta på demokraterna i politiska val.
Republikanernas kandidat vann countyt i samtliga presidentval (utom valet 1964) mellan 1916 och 1992. I valen 1996, 2008, 2012 och 2016 har demokraternas kandidat vunnit rösterna i countyt.

## Geografi
Enligt United States Census Bureau har countyt en total area på 3 543 km². 1 160 km² av den arean är land och 2 383 km² är vatten.

### Angränsande countyn
- Kenosha County, Wisconsin - nord
- Allegan County, Michigan - nordost  1
- Van Buren County, Michigan - öst  1
- Berrien County, Michigan - sydost  1
- Cook County, Illinois - syd
- McHenry County, Illinois - väst

1 gränsar mot Lake Michigan.

### Orter
- Channel Lake
- Gages Lake
- Grandwood Park
- Forest Lake
- Fox Lake Hills
- Highland Park
- Highwood
- Knollwood
- Lake Catherine
- Lake Forest
- Long Lake
- North Chicago
- Park City
- Venetian Village
- Waukegan (huvudort)
- Zion